# Associazione Sportiva Fanfulla 1932-1933
Questa voce raccoglie le informazioni riguardanti l'Associazione Sportiva Fanfulla nelle competizioni ufficiali della stagione 1932-1933.

## Rosa
| N. |                   | Ruolo | Calciatore            |
| -- | ----------------- | ----- | --------------------- |
|    | Italia (bandiera) | C     | Bruno Baldini         |
|    | Italia (bandiera) | C     | Nelso Baroni          |
|    | Italia (bandiera) | A     | Gaetano Biasini (I)   |
|    | Italia (bandiera) | C     | Gino Biasini (II)     |
|    | Italia (bandiera) | C     | Bassano Brunati       |
|    | Italia (bandiera) | D     | Quinto Canevara (II)  |
|    | Italia (bandiera) | A     | Giuseppe Canevara (I) |
|    | Italia (bandiera) | A     | Caio Cappellini       |
|    | Italia (bandiera) | A     | Egidio Capra (II)     |
|    | Italia (bandiera) | P     | Pietro Capra (I)      |
|    | Italia (bandiera) | D     | Carlo Cavanna         |
|    | Italia (bandiera) | A     | Pietro Chiesa         |
|    | Italia (bandiera) | A     | Paolo Cipolla         |
|    | Italia (bandiera) | C     | Giovanni De Lorenzi   |
|    | Italia (bandiera) | D     | Oliviero Edelli       |
|    | Italia (bandiera) | D     | Giuseppe Ghisalberti  |

| N. |                   | Ruolo | Calciatore          |
| -- | ----------------- | ----- | ------------------- |
|    | Italia (bandiera) | A     | Ettore Giorgi       |
|    | Italia (bandiera) | A     | Rosolino Grignani   |
|    | Italia (bandiera) | A     | Egisto Guarnieri    |
|    | Italia (bandiera) | C     | Achille Larocchi    |
|    | Italia (bandiera) | P     | Bruno Maiocchi      |
|    | Italia (bandiera) | P     | Andrea Quirico      |
|    | Italia (bandiera) | C     | Vittorio Rancati    |
|    | Italia (bandiera) | D     | Mario Salvatori (I) |
|    | Italia (bandiera) | A     | Ernesto Scotti      |
|    | Italia (bandiera) | P     | Orazio Tavazzi      |
|    | Italia (bandiera) | A     | Giordano Valenti    |
|    | Italia (bandiera) | P     | Osvaldo Vanelli     |
|    | Italia (bandiera) | D     | Antonio Uggè        |
|    | Italia (bandiera) | P     | Cesare Viganò       |
|    | Italia (bandiera) | A     | Innocente Zanini    |

Marcatori
Egidio Capra 11 reti - Canevara 9 reti - Cappellini 6 reti - Chiesa 3 reti - Grignani e De Lorenzi 2 reti - Baldini 1 rete.